# Историја Северне Кореје
Историја Северне Кореје формално почиње са успостављањем Северне Кореје 1948.
Након јапанске окупације Кореје која се окончала поразом Јапана у Другом светском рату 1945, Кореја је подељена дуж 38. паралеле на северни део под утицајем Совјетског Савеза и јужни део под утицајем САД. Совјети и Американци нису могли да се сложе око увођења заједничког старатељства над Корејом. Ово је довело до упостављања одвојених влада на северу и југу, а обе су тврдиле да су легитимне владе целе Кореје. Ни САД ни СССР нису консултовали већину корејског становништва када су доносили ове одлуке.

## Успостављање
Пре америчког искрцавања 6. септембра 1945. у Сеулу скупштина јужне провинције као и скупштина северне провинција врше избор Ким Ил Сунга за председника и проглашавају Републику Кореју, али Американци не признају ту скупштину. Поред осталог Американци не прихватају ни уједињење, па преговори пропадају.
Под америчким патронатом 15. августа 1948. на југу прокламована Република Кореја, а Ји Сунг-ман је пложио заклетву као први председник Јужне Кореје. Сходно томе Северна Провинцијална Влада мења име и 9. септембра 1948. проглашава Демократску Народну Републику Кореју са Ким Ил Сунгом на челу као премијером.

### Корејски рат (1945–1953)
Ова ситуација довела је до затегнутости која је 25. јуна 1950. од пограничног инцидента изродила почетак рата. Севернокорејска војска успешно ратује и брзо улази у Сеул и креће се ка југу полуострва видевши да ће Република Кореја да пропадне сама од себе јер становништво није опирало продору. САД одлучује да се умеша. Америчка инвазиона војска на челу са генералом Дагласом Макартуром под плаштом ОУН искрцала се у Инчон 15. септембра 1950. Ово је додатно потпалило сукоб. Севернокорејска војска почиње да губи након изненадог искрцавања кон Инчона и нападима Американаца који не само да су дошли до демаркационе линије на 38. паралели већ су прешли у Северну Кореју и упућују се ка Пјонгјангу. Влада новостворене НР Кине сазнаје преко КГБ-а да америчка војска, након слома севернокорејске војске, намерава да пређе границу, окупира Кину и врати царство или Чан Кај Шека који је био побегао на Формозу (данашњи Тајван). Да би то спречила, Кина је послала трупе у Северну Кореју. Оштра зима полако успорава америчку инвазију, тако да већ у пролеће отпор почиње да јача. Америчка војска је принуђена на повлачење ка луци Хамхунг остало је забележено да је генерал Макартур изјавио када га је један војник упитао: „Генерале зар се ми повлачимо пред Корејанцима?“ Макартур је на то бесно узвикнуо: „Не, ми напредујемо. Само у супротном смеру!“ Корејанци се све више укључују у борбу, а уз кинеску подршку и совјетско оружје успех је био загарантован тако да 27. јула 1953. у Панмунџому се потписује примирје између Сједињених Америчких Држава и Демократске Народне Републике Кореје које је још на снази (правно речено Северна Кореја и САД су још увек у рату). Разграничење је успостављено на 38. паралели где је успостављена Демилитаризована зона. Кинеска Народна армија се повукла из ДНР Кореје веома брзо, док су америчке снаге остале на југу до данас.

### Демократска народна република (северна) Кореја
Од 1948. Ким Ил Сунг је премијер ДНР Кореје и далеко је од титуле Великог Лидера. Тек 1972 постаје председник државе и то ће остати до смрти 1994. године. Због мирне политичке климе Северна Кореја се брзо опорављала од рата. Шездесетих најбрже се развија тешка индустрија, као и лака индустрија. Поред овога имамо и акције против америчких снага тако је 1968. године ухваћен амерички шпијунски брод Пуебло, 1969. оборена шпијунска летелица, а 1979. године убијен Парк.
Седамдесетих почиње отварање према свету али оно није већег обима. Преговори о миру и уједињењу почињу 1972, али престају 1973. Председник СФРЈ Јосип Броз Тито био је у посети тада Народној Републици Кореји од 24. до 30. августа 1977. године, а 1986 почиње програм спајања фамилија раздвојених сукобом. 
Септембра 1991. године Демократска Народна Република Кореја и Република Кореја су примљене у ОУН. Распад СССР донео је велике проблеме ДНР Кореји на првом месту повећала се опасност од напада САД, а економија је почела да се урушава јер се земља нашла под снажном економском блокадом западних земаља, суше, несташице, произвиде глад у земљи. На све ово ЦИА је 1993. обелоданила да Северна Кореја производи атомско оружје и до данас траје игра мачке и миша у којој се не зна победник преговори се прекидају па настављају и тако стално док свет помно прати како ће се окончати ова више деценијска криза на Корејском полуострву.